# یاقوتی سرآبی
یاقوتی سرآبی یا مرغ مگس گری (نام علمی: Chrysuronia grayi) گونه‌ای مرغ مگس در تبار زمردی‌های Trochilini از زیرتیرهٔ مگس‌مرغیان (Trochilidae) است که در کلمبیا و اکوادور یافت می‌شود.